# Žerůtky (district de Blansko)
Pour les articles homonymes, voir Žerůtky.
Žerůtky (en allemand : Scherutek) est une commune du district de Blansko, dans la région de Moravie-du-Sud, en Tchéquie. Sa population s'élevait à 78 habitants en 2020.

## Géographie
Žerůtky se trouve à 8 km au sud-sud-est de Kunštát, à 12 km au nord-ouest de Blansko, à 28 km au nord-nord-ouest de Brno et à 167 km à l'est-sud-est de Prague.
La commune est limitée par Kunštát au nord-ouest, par Lysice au nord et à l'est, par Býkovice au sud, par Dlouhá Lhota au sud-ouest et par Kunčina Ves à l'ouest.

## Histoire
La première mention écrite de la localité date de 1363.